# Флавий Аполоний
Вижте пояснителната страница за други личности с името Аполоний.
Флавий Аполоний (на латински: Flavius Apollonius) е политик на Източната Римска империя през 5 век.
През 460 г. Аполоний е консул заедно с Флавий Магн. Вероятно той е този Аполоний, който е преториански префект на Изтока през 442 – 443 г. и този Аполоний, който e magister militum през 443 – 451 г.